# SN 1999dn
SN 1999dn – supernowa typu Ib odkryta 27 sierpnia 1999 roku w galaktyce NGC 7714. Jej maksymalna jasność wynosiła 16,80m.